# O Centro (partido político suíço)
O Centro (em alemão: Die Mitte; em francês: Le Centre; em italiano: il Centro; em romanche: il Center) é um partido político suíço de centro à centro-direita com cariz democrata-cristã à conservadora. Foi fundado em 1 de janeiro de 2021 depois da fusão do Partido Popular Democrata-Cristão com o Partido Burguês Democrático.

## História
O Partido Popular Democrata-Cristão (CVP) foi fundado em 1912 como Partido Conservador Católico, tornando-se o Partido Popular Conservador Social Cristão em 1957. Ao longo do tempo, a dependência do partido em relação aos eleitores católicos e rurais resultou em uma deterioração de sua participação eleitoral a nível nacional, mais especialmente em áreas urbanas. Nos quatro maiores cantões de Zurique, Berna, Vaud e Argóvia, o CVP detinha apenas três dos 94 assentos do Conselho Nacional. Mais tarde, cedeu um de seus dois assentos no Conselho Federal ao Partido Popular Suíço (SVP) para derivar a força do partido no executivo nacional. Das eleições de 1995 às eleições de 2019, a participação nos votos do CVP diminuiu de 16,8% para 11,4%. Depois das eleições de 2003, Ruth Metzler (do CVP), foi substituída por Christoph Blocher (do SVP) no Conselho Federal, deixando o CVP com apenas um assento no executivo do país.
O Partido Burguês Democrático (BDP) foi fundado em 1 de novembro de 2008, após membros moderados do SVP, que apoiaram a eleição de Eveline Widmer-Schlumpf para líder do SVP no Conselho Federal, foram expulsos pelo SVP e formaram o novo partido. O BDP continuou a ser um partido regional com força em Berna, Glarus e Grisões, mas com pouco apoio em outras partes do país.
Os partidos discutiram uma aliança política semelhante a do CDU/CSU alemão de 2012 a 2014, mas essas negociações falharam. O presidente do BDP, Martin Landolt, discutiu abertamente uma fusão após as eleições de 2019, quando ambos os partidos viram sua participação nos votos cair significativamente desde 2015. As siglas concordaram com uma fusão em setembro de 2020 e ambas ratificaram a fusão em 2020. A principal oposição à mudança foi entre os membros que não queriam abandonar a afiliação cristã do CVP. Os partidos cantonais não eram obrigados a adotar o novo nome se não desejassem fazê-lo. No entanto, as partes serão convidadas a tomar uma decisão sobre o nome dentro de cinco anos após a mudança nacional. O partido de Valais rejeitou a alteração, votando para permanecer como CVP. O CVP de Argóvia, no entanto, avançou perante o partido nacional e concorreu nas eleições de novembro de 2020 para o Grande Conselho de Argóvia como "CVP – Die Mitte".

## Resultados eleitorais

### Eleições ao Conselho Nacional
| Data | Votos   | %     | Cl. | Assentos | +/-  |
| ---- | ------- | ----- | --- | -------- | ---- |
| 2023 | 359.075 | 14,06 | 4.º | 29 / 200 | novo |